# Im stillen Gässchen
Im stillen Gässchen (Originaltitel: Quality Street) ist eine US-amerikanische Stummfilmkomödie aus dem Jahr 1927 von Sidney Franklin mit Marion Davies und Conrad Nagel in den Hauptrollen. Der Film wurde von Cosmopolitan Productions produziert und von Metro-Goldwyn-Mayer in den Verleih gebracht. Er basiert auf dem Bühnenstück Quality Street von J. M. Barrie.

## Handlung

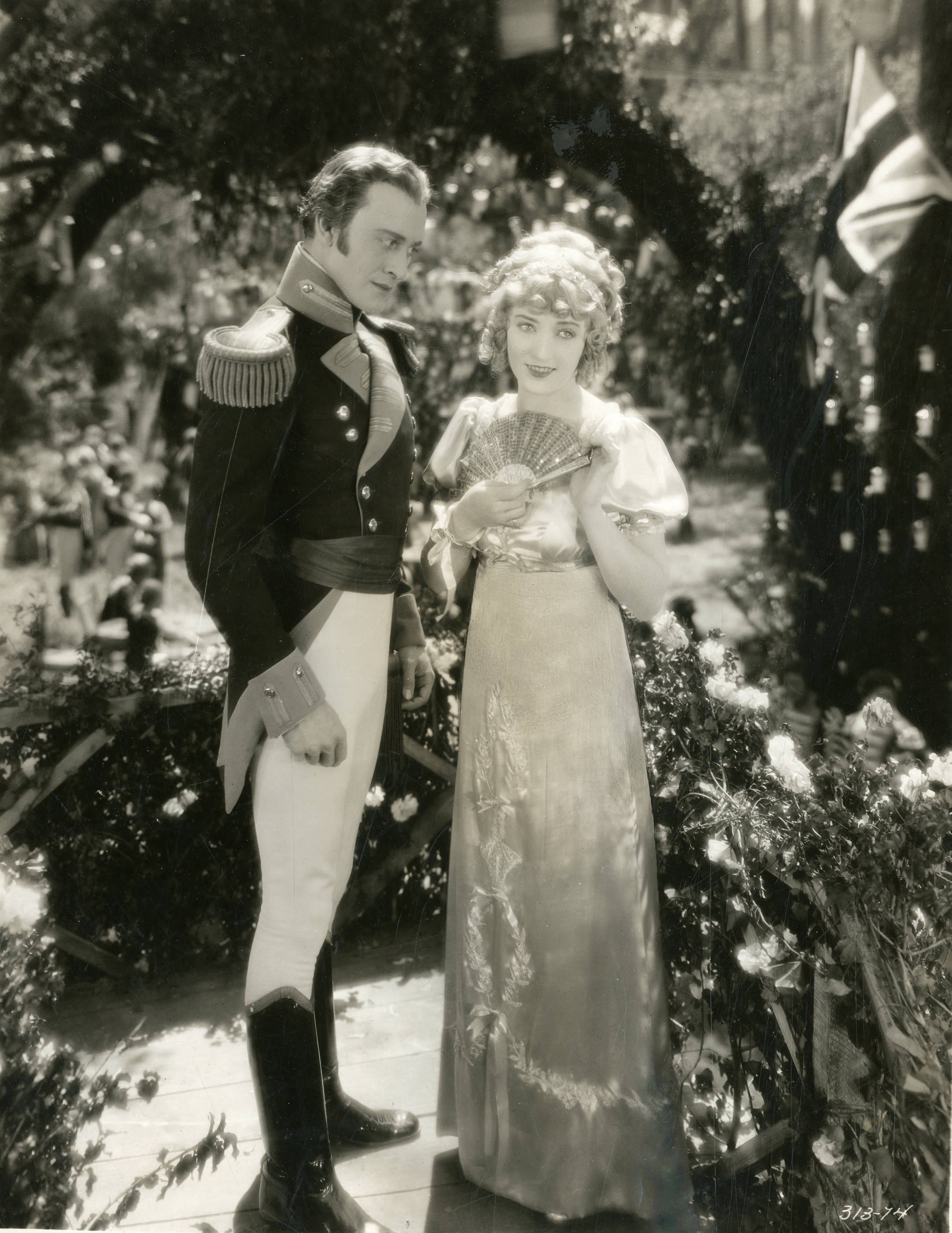
Szenenfoto mit Conrad Nagel und Marion Davies

Die lange Beziehung zwischen Phoebe Throssel und Dr. Valentine Brown wird abrupt unterbrochen, als der Arzt beschließt, sich den englischen Streitkräften in den Koalitionskriegen gegen Napoleon Bonaparte anzuschließen. Während seiner Abwesenheit verbringt Phoebe ihre Zeit in Green Willow Village, wo ihre Schwester Susan sie tröstet.
Im Laufe der Jahre wird Phoebe zu einer alten Jungfer. Als Dr. Brown nach zehn Jahren zurückkehrt, glaubt Phoebe, dass er von ihrem gealterten Aussehen enttäuscht sein wird. Sie verwandelt sich in eine mythische Nichte und beginnt mit dem Arzt zu flirten. Sie gerät in eine Reihe peinlicher Situationen und wird wieder zu ihrer früheren Person. Doch dann stellt sie fest, dass er sie trotz der Veränderungen, die die Zeit mit sich gebracht hat, immer noch liebt.

## Hintergrund
Cedric Gibbons, William Cameron Menzies und Allen Ruoff oblag die künstlerische Leitung. René Hubert war für das Kostümbild zuständig.
1937 produzierte RKO Radio Pictures mit Quality Street eine Neuverfilmung mit Katharine Hepburn in der Hauptrolle.

## Veröffentlichung
Die Premiere des Films fand am 2. November 1927 in New York statt. In Österreich kam er 1928 in die Kinos.

## Kritiken
Der Filmkritiken-Aggregator Rotten Tomatoes hat in einer Auswertung ein Publikumsergebnis von 67 Prozent positiver Bewertungen ermittelt.
Mordaunt Hall von der The New York Times befand, der Film sei eine sanfte und erfrischende Verfilmung des Bühnenstücks, in dem Marion Davies die gewissenhafteste Leistung ihrer Filmkarriere liefere.
Robert E. Sherwood schrieb im Magazin Life, die Regie des Films sei bemerkenswert gut – ein weiteres Beispiel für die gute, intelligente Arbeit, die Sidney Franklin in den letzten Jahren auf der Leinwand geleistet hat.
William Waldorf beschrieb den Film in der ä New York Evening Post, als eine wunderbare Angelegenheit, wunderschön inszeniert von Sidney Franklin und gespielt von einer Besetzung, die mehr als kompetent sei, mit Ausnahme von Miss Davies selbst.